# Le Dernier des injustes
Pour plus de détails, voir Fiche technique et Distribution.
Le Dernier des injustes est un documentaire français réalisé par Claude Lanzmann, sorti en 2013.
Le film est présenté, hors compétition, au Festival de Cannes 2013.

## Synopsis
Dans le cadre de ses travaux sur Shoah, Claude Lanzmann s'est longuement entretenu avec le rabbin Benjamin Murmelstein, au sujet de son rôle ambivalent comme haut fonctionnaire de la communauté juive de Vienne, contrôlée par Adolf Eichmann pendant la période nazie, et comme un « doyen juif » dans le camp de concentration de Terezín. En se filmant au présent sur les lieux évoqués dans les images de 1975, Lanzmann introduit une interrogation critique sur les moyens d'évoquer le passé au cinéma.

## Fiche technique
- Titre : Le Dernier des injustes
- Réalisation : Claude Lanzmann
- Pays d'origine :  France
- Format : couleur
- Genre : documentaire
- Production: Synecdoche[3]
- Distribution: Le Pacte
- Date de sortie : 
  -  France : mai 2013 (Festival de Cannes 2013)
  -  France : 13 novembre 2013 (sortie nationale)

## Distribution
- Benjamin Murmelstein : lui-même
- Claude Lanzmann : lui-même[4]

## Réception
- Le Monde : « On ne peut manquer d'être frappé par la proximité de pensée entre Rithy Panh et Claude Lanzmann sur le statut conféré à l'image comme lieu d'une éternelle carence. Ce manque est justement ce qui porte leur film à la hauteur de l'absence qu'ils déplorent[5]. »
- L'Express : « Dans Le dernier des injustes, on suit, de manière captivante, comment les nazis ont progressivement élaboré la solution finale[6].»
- France inter : « On découvre la personnalité extraordinaire de Benjamin Murmelstein : doué d’une intelligence fascinante et d’un courage certain, d’une mémoire sans pareille, formidable conteur ironique, sardonique et vrai[7].»
- 20 minutes : « On reste stupéfait devant sa façon de raconter comment il composa pendant sept années, avec un homme qu’il qualifie de «démon»[8].»
- Les inrockuptibles : «  Arnaud Desplechin déclare: "Je ne crois pas qu’on puisse recouvrir d’une onction humaniste la responsabilité allemande dans l’exécution de la Shoah. (…) Jean-François Forges comparait la présence de Lanzmann dans Shoah à celle d’Eastwood dans ses films, dans un rôle comparable de vengeur qui revient sur les lieux du crime. Je trouvais légitime cette façon de chercher des figures du cinéma narratif classique pour analyser le cinéma de Lanzmann et sa présence à l’écran."[9]»
- Le Figaro : « Lanzmann ne ménage pas Murmelstein qui ne cède rien, à la fois ironique et sincère. Oui, il aime l'aventure et le pouvoir, si celui-ci peut permettre d'aider les gens. Il se voit comme une marionnette des nazis, mais une marionnette qui aurait appris elle-même à tirer les fils. Un Sancho Pança dans un monde gouverné par la folie, où les «donquichotteries» mènent à la mort[10].»
- Le Parisien : « "Le dernier des injustes" comme se qualifie lui-même Murmelstein en référence au Dernier des Justes d'André Schwarz-Bart, parle du rôle contesté des conseils juifs. (…) Claude Lanzmann rappelle qu'il n'y a pas eu de "vrais collabos" chez les juifs à part un groupuscule à Vienne[11].»
- Le Nouvel Observateur : «Un conteur hors pair, impressionnant de lucidité quant aux ambiguïtés de sa position pendant la guerre : entretenir, au prix de négociations avec Adolf Eichmann, le mensonge nazi de Theresienstadt, authentique camp de concentration présenté au monde par Hitler comme "le paradis des juifs" offert à ces derniers[12].»
- Slate.fr: «Le Claude Lanzmann qui rencontre Murmelstein, qui le filme longuement et qui dialogue pied à pied avec lui en 1975 à Rome n’est pas le même personnage que le Claude Lanzmann actuel[[4].»

## Distinctions

### Nominations
- Festival de Cannes 2013 : sélection hors compétition
- Festival international du film de Toronto 2013 : sélection « Documentaries »
- Festival du film de New York 2013
- Festival international du film de Palm Springs 2014 : sélection « Modern Masters »
- César 2014 : nommé pour meilleur film documentaire